# Riddick
Richard B. Riddick é um anti-herói do século XXVIII. Nos filmes da série The Chronicles of Riddick foi interpretado por Vin Diesel. Riddick foi criado em ambiente selvagem e pode enxergar de noite como se fosse dia, porém, pessimamente de dia. É um grande atirador e combatente corpo-a-corpo.
Uma cirurgia de amplificação de luz, um pouco semelhante em efeito à "eyeshine" de Riddick, foi patenteada na vida real.
Vin Diesel recebeu os direitos da franquia em troca de sua participação no filme The Fast and the Furious: Tokyo Drift.

## Filmes para o cinema
- Pitch Black (2000)
- The Chronicles of Riddick (2004)
- Riddick (2013)

## Outros
- Pitch Black: Slam City (2000)
- The Chronicles of Riddick: Dark Fury (2004)

### Vídeo games
- The Hunt for Riddick (2004)
- Escape from Butcher Bay (2004)
- Assault on Dark Athena (2009)
- Riddick: The Merc Files (2013)